# Novato (Kalifornia)
Novato város az USA Kalifornia államában, Marin megyében. Lakosainak száma 53 225 fő (2020. április 1.).

## Népesség
A település népességének változása:

| 2010 | 51 904 |
| 2020 | 53 225 |